# Йоган Нескенс
Йохан Нескенс (нід. Johan Neeskens); 15 вересня 1951, Гемстеде, Нідерланди — 6 жовтня 2024) — нідерландський футболіст, півзахисник. Насамперед відомий виступами за клуби «Барселона», «Аякс», а також національну збірну Нідерландів. Обіймав ряд тренерських посад, зокрема і у вищезгаданих «Барселоні» та національній збірній Нідерландів.
Нескенс розпочав свою кар'єру у клубі РКГ у своєму рідному місті Гемстеде. У 19 років він був запрошений у амстердамський «Аякс», де швидко досяг своїх перших успіхів, особливо в Європі. Він і його команда виграли три поспіль Кубки європейських чемпіонів. Нескенс разом із Йоганом Кройфом під керівництвом Рінуса Міхелса уособлювали команду, яка започаткувала «тотальний футбол» і через це домінувала в Європі в 1970-х роках, вигравши також Суперкубок Європи та Міжконтинентальний кубок. На внутрішній арені з амстердамським «Аяксом» він виграв два чемпіонати і два Кубка Нідерландів.
У 1974 році він перейшов до «Барселони», де возз'єднався з Міхелсом і Кройфом, допомігши команди виграти Кубок Іспанії у 1978 році і Кубок володарів кубків наступного року під час свого останнього сезону у Каталонії.
1979 року він переїхав до «Нью-Йорк Космоса», де грав п'ять сезонів, після чого ще протягом семи сезонів грав у Сполучених Штатах, Нідерландах і Швейцарії.
У складі збірної Нідерландів від двічі ставав фіналістом чемпіонату світу в 1974 і 1978 роках, а також став бронзовим призером чемпіонату Європи 1976 року. За одинадцять років міжнародної кар'єри Нескенс провів лише 49 матчів за збірну, чверть з яких були на чемпіонатах світу.
1991 року Нескенс завершив ігрову кар'єру і став тренером. Після перших кроків у нижчих дивізіонах він став асистентом головного тренера збірної Нідерландів. Пізніше також працював у штабах збірної Австралії, «Барселони» та «Галатасарая».Мав також досвід роботи головним тренером на батьківщині у клубі «Неймеген» на початку 2000-х років, а також у південоафриканському «Мамелоді Сандаунз» у 2011—2012 роках.
Йоган Нескенс відомий як один із найвидатніших півзахисників в історії. Він є прообразом сучасних опорних півзахисників завдяки своїй бойовості та значній кількості відібраних м'ячів за матч. Нескенс був партнером Йогана Кройфа протягом 1970-х років, в «Аяксі», «Барселоні», збірній Нідерландів та Північноамериканській футбольній лізі, створивши грізний дует півзахисника і нападника.

## Біографія

### Ранні роки
Йоганнес Нескенс народився 15 вересня 1951 року у Гемстеде, середньовічному містечку з населенням 25 000 осіб, розташованому на березі річки Спарне в північній Голландії. У дитинстві після розлучення батьків він спав у коридорі через брак місця. Худий і стрункий з дитинства, він швидко прославився в середній школі своєю здатністю досягати успіху в будь-якому виді спорту.
Нескенс приєднався до свого першого футбольного клубу РКГ у віці 8 років у своєму рідному місті. У клубі також існувала бейсбольна секція, до якої він приєднався паралельно наступного року. Граючи на позиції пітчера, він виграв юніорський чемпіонат Голландії під керівництвом Франса Лангевелда і у чотирнадцять років виграв нагороду найкращого гравця з бейсбольною збірною Нідерландів на юнацькому чемпіонаті Європи у Римі. Йохан продовжував займатися цим видом спорту до шістнадцяти років, перш ніж віддати перевагу футболу. Однак, коли він підписав контракт з амстердамським «Аяксом», у нього була можливість провести три місяці в Сполучених Штатах з «Чикаго Кабс». Йохан також добре грав у баскетбол і іноді грав футбольним воротарем на тренуваннях.
У сезоні 1968/69 Йоган Нескенс приєднався до першої команди РКГ. Під час цього сезону він зіграв 34 матчі. У наступному сезоні Нескенс зіграв стільки ж і забив свій перший гол. Протягом цих перших двох сезонів у другому дивізіоні грав на позиції правого захисника.

### Золота ера з «Аяксом» (1970—1974)

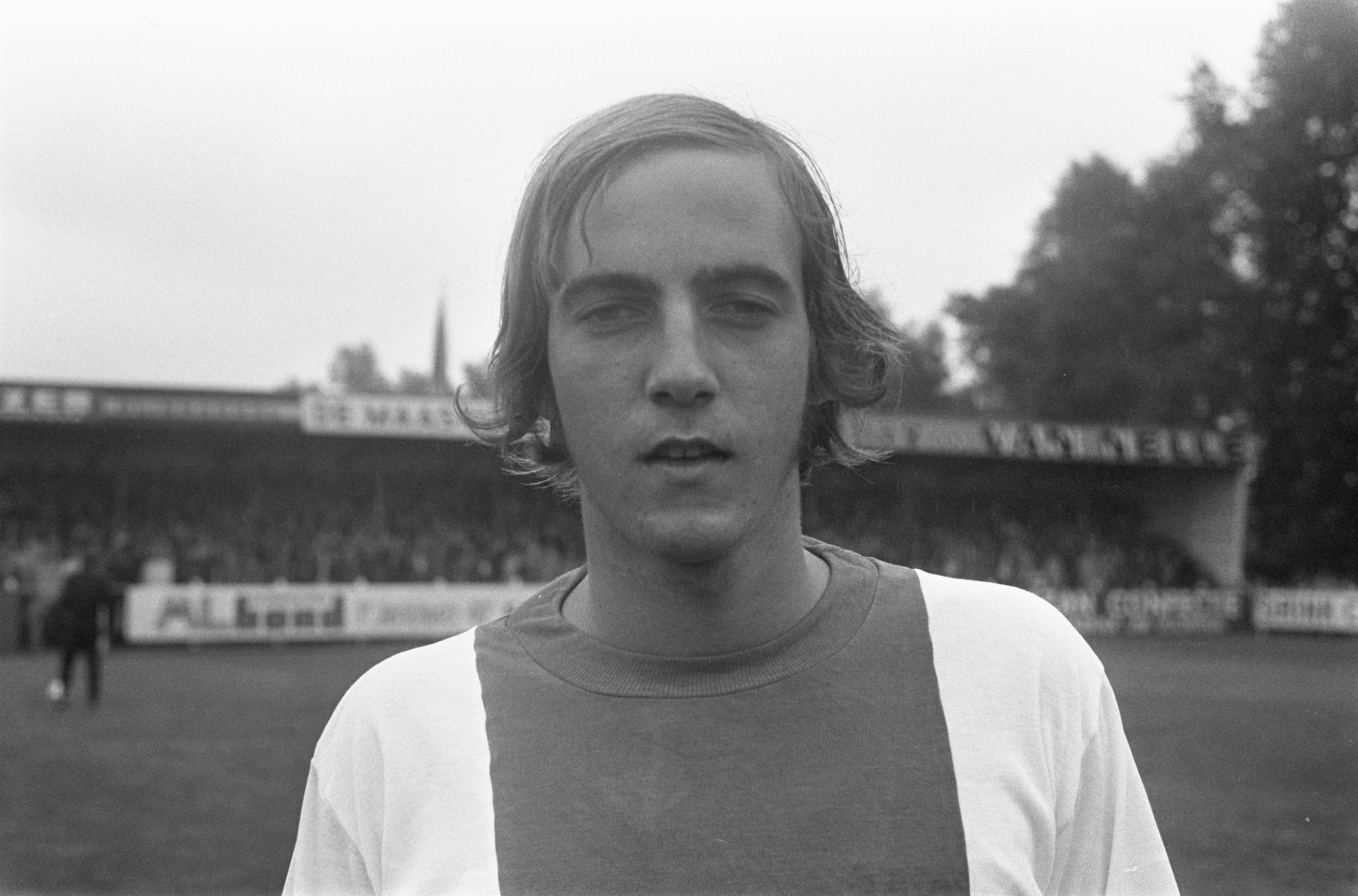
Нескенс у складі «Аяксу». 1970 рік.

Йоган Нескенс був помічений скаутами «Аякса» (Амстердам) і клуб вирішив придбати його приблизно за 300 000 гульденів. На той момент це була зіркова команда, у складі якої грали такі гравці як Руді Крол і Йоган Кройф.
Протягом свого першого сезону Нескенс грав переважно на позиції правого захисника. Завдяки своїй універсальності він підсилював команду в обороні чи півзахисті, або навіть в атаці. У Кубку європейських чемпіонів 1970/71 років «Аякс» легко переміг усіх своїх суперників (4:2 «Ненторі Тирана», 5:1 «Базель», 3:1 «Селтік» та 3:1 «Атлетіко Мадрид») і дійшов до фіналу на «Вемблі», де мав зіграти проти «Панатінаїкоса» Ференца Пушкаша. Незважаючи на програш чемпіонату «Феєнорду», команда перемогла у фіналі головного єврокубку з рахунком 2:0, після чого заговорити про так званий «тотальний футбол» тренера Рінуса Міхелса, який став революцією на європейському рівні.
Після цього успіху Міхелс пішов у «Барселону», а новим тренером команди був призначений Штефан Ковач. Під його керівництвом команда легко виграла чемпіонат 1971/72 лише з однією поразкою, а молодий Нескенс новим тренером був переведений на позицію півзахисника і забив десять голів у 28 матчах. Крім того клуб знову грав у фіналі Кубка чемпіонів, де цього разу обіграв міланський «Інтер» з рахунком 2:0 завдяки дублю від зірки команди Йогана Кройфа. Потім клуб виграв Міжконтинентальний кубок 1972 року проти аргентинського «Індепендьєнте» (1:1 в гостях і 3:0 в Амстердамі).
У наступному сезоні 1972/73 років «Аякс» виграв свій третій поспіль Кубок чемпіонів, обігравши у фіналі «Ювентус» з рахунком 1:0. За три європейські сезони з Нескенсом «Аякс» виграв чотирнадцять домашніх матчів, забив 34 голи і лише 3 пропустив. Потім клуб переміг «Рейнджерс» і виграв перший в історії розіграш Суперкубка Європи (3:1, 3:2), а у чемпіонаті команда виграла чемпіонат забивши понад 100 голів.
Після відходу Йохана Кройфа до «Барселони» «Аякс» втратив якість гри і амбіції зменшилися. До цього часу Нескенс, який все ще регулярно використовувався як захисник, після відходу Кройфа остаточно став плеймейкером. У сезоні 1973/74 клуб все ж виграв ще один Суперкубок Європи, перемігши «Мілан» (0:1, 6:0), але в інших турнірах результати були невтішні — у чемпіонаті амстердамці тали лише третіми, а у Кубку чемпіонів вилетіли вже на стадії 1/8 фіналу від скромного ЦСКА (Софія).

### «Барселона» (1974—1979)

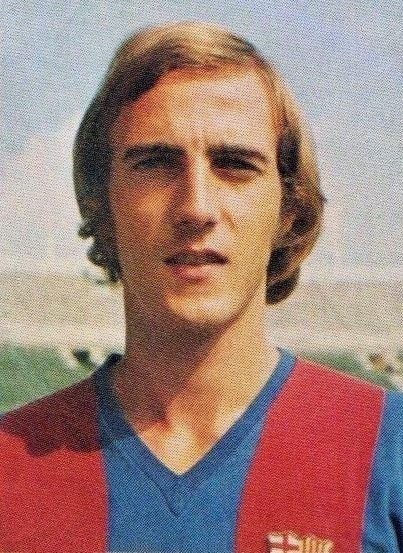
Нескенс у складі «Барселони» у сезоні 1975/76.

Напередодні чемпіонату світу 1974 року у ФРН Нескенс підписав контракт з «Барселоною», повернувшись до роботи із тренером Рінусом Міхелсом, який прагнув возз'єднати його та Кройфа і підштовхнув керівництво підписати гравця. Після свого прибуття він зіткнувся з невдоволенням вболівальниками, засмученим виключенням перуанця Уго Сотіля через обмеження іноземців у команді, якого замінили саме на Нескенса. Втім нідерландцю не знадобилося багато часу, щоб стати кумиром уболівальників «Барси» не лише завдяки своїм якостям. як футболіста, а також за його бажання ідентифікувати себе з клубом і каталонською нацією. Ця комбінація зробила його одним із найзнаковіших гравців в історії клубу.
У сезоні 1974/75 роках «Барса» посіла третє місце у Ла Лізі та вилетіла у півфіналі Кубка європейських чемпіонів від «Лідс Юнайтед». Наступного сезону Нескенс набрав розігрався і забив дванадцять із 61 голу своєї команди в чемпіонаті, посівши друге місце. У Кубку УЄФА 1975/76 років його шість голів у дев'яти матчах дозволили каталонцям знову дійти до півфіналу. В результаті Нескенс отримав приз Don Balón найкращому іноземному гравцю Іспанії в 1976 році. Ці виступи та його популярність дозволили йому зіграти за збірну Каталонії проти СРСР у тому ж році, хоча він і не мав каталонського коріння.
Надалі Йоган не зміг зберегти цю ефективність у сезоні 1976/77 років, коли «Барса» знову стала віцечемпіоном, відставши від першого місця на одне очко, і чвертьфіналістом Кубка УЄФА, а у сезоні 1977/78 років клуб втретє поспіль посів друге місце в Ла Лізі та вкотре вилетів на стадії півфіналу Кубка УЄФА. Наприкінці сезону «Барселона» виграла Кубок Іспанії, Нескенс взяв участь лише в перших 39 хвилинах матчу, а потім був замінений.
У сезоні 1978/79 «Барса» виграла свій перший європейський турнір, Кубок володарів кубків. У фіналі проти «Фортуни» (Дюссельдорф) «Барселона» перемогла з рахунком 4:3 після додаткового часу, і Нескенс відіграв увесь матч. У чемпіонаті команда посіла невдале п'яте місце.
Цей фінал став його останнім офіційним матчем за каталонців через конфлікт із керівництвом. У туалеті президент клубу Хосеп Луїс Нуньєс попросив нідерландця підсунути йому рулон туалетного паперу. Коли Нескенс відмовився, це викликало гнів президента. Нуньєс пообіцяв продати його в наступне трансферне вікно, шокований цією неповагою ,. В результату у віці 29 років голландець перейшов з «Барси» в «Нью-Йорк Космос». Всього за каталонський клуб він провів 232 офіційних матчі, в яких забив 57 голів.

### «Нью-Йорк Космос» (1979—1984)

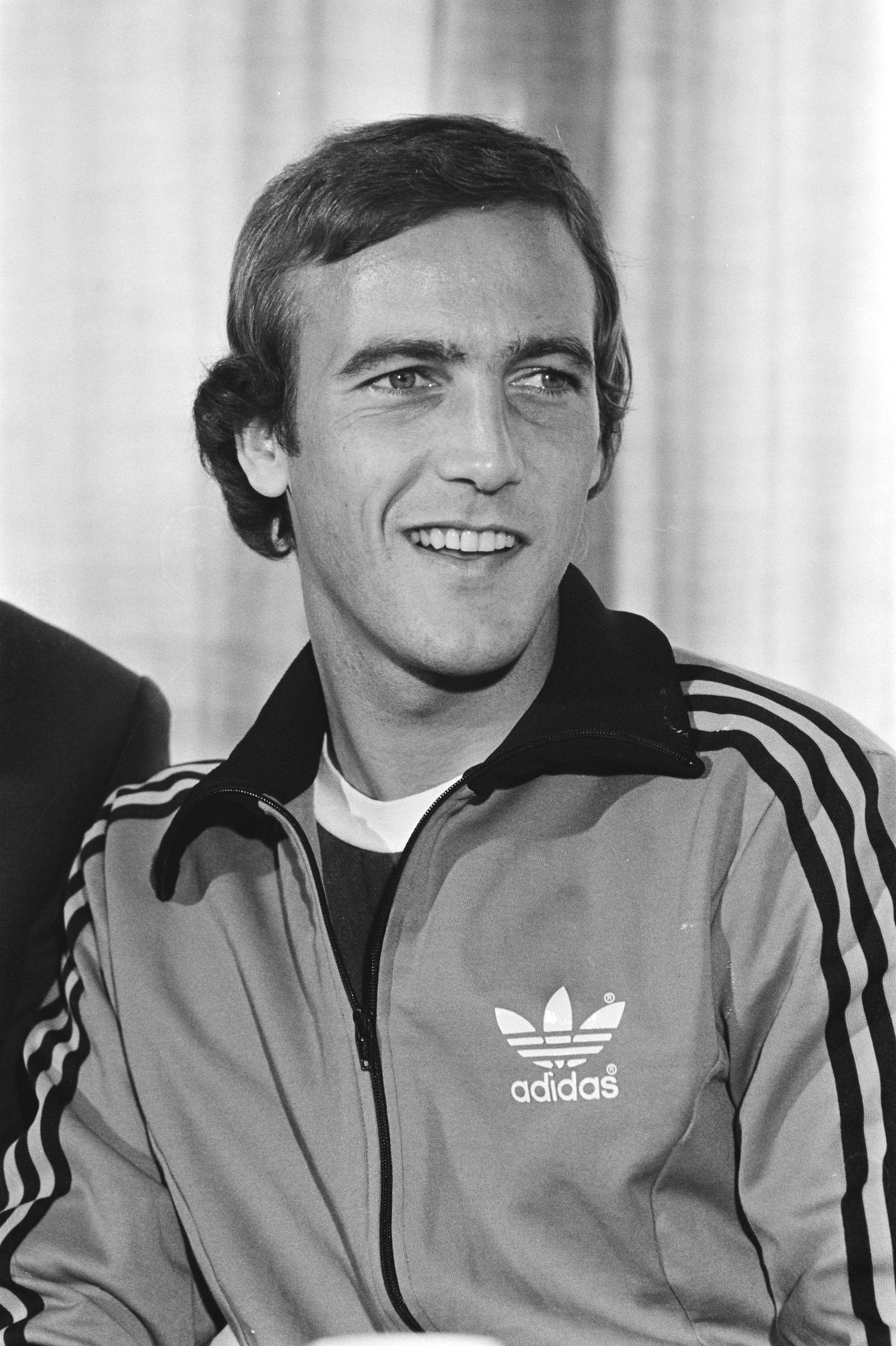
Йоган Нескенс у 1981 році.

У 1979 році, після п'яти років у «Барселоні», відносно бідної на трофеї, але яка зрештою зробила його одним із найвидатніших гравців Європи, Нескенс пішов, щоб монетизувати свій талант у «Нью-Йорк Космос». Клуб тоді вже не мав у складі Пеле, який завершив кар'єру, але мав у своїх рядах бразильця Карлоса Альберто та німця Франца Бекенбауера.
Під час чемпіонату 1979 року гравці «Космосу» вилетіли у фіналі конференції від майбутніх чемпіонів «Ванкувер Вайткепс». Наступного сезону 1980 року ньюйоркці із нідерландцем у складі стали чемпіонами NASL, але в кінці сезону клуб залишили Бекенбауер і Карлос Альберто. Отримавши великий контракт у 1,6 мільйона доларів США за п'ятирічний контракт, нідерландець швидко почав вести все більш розкутий спосіб життя. Це призвело, серед іншого, до того, що він кілька разів пропускав літак на виїзні ігри. У вересні 1980 року керівництво «Космосу» нарешті відсторонило його від роботи на невизначений термін без збереження заробітної плати. Лише на початку липня наступного року його знову покликав у команду німецький тренер «Нью-Йорка» Геннес Вайсвайлер.
У сезоні 1981 року клуб програв у фіналі чемпіонату. У сезоні 1982 року до команди повернувся Карлос Альберто, і «Космос» виграв свій 5 й і останній чемпіонський титул. Коли Карлос Альберто завершив кар'єру, Беккенбауер повернувся в 1983 році, але «зелено-білі» вилетіли у чвертьфіналі.
Надалі фінансові проблеми змусили клуб продати своїх найкращих гравців і у сезоні 1984 року клуб не пройшов у плей-оф. По завершенні того сезону NASL припинила існування і Нескенс залишив клуб.

### Виступи за збірну
Нескенс дебютував у складі національної збірної Нідерландів 11 листопада 1970 року у матч проти збірної Східної Німеччини (0:1) в Дрездені в рамках відбору на чемпіонат Європи 1972 року. 16 лютого 1972 року Нескенс забив свій перший гол за збірну під час свого шостого матчу, в якому Нідерланди протистояли Греції (5:0) в Афінах у товариському матчі. 30 серпня у наступному матчі проти Чехословаччини (2:1) він знову забив гол, а ще у наступному матчі зробив хет-трик у грі з норвежцями (9:0), який так і залишився єдиним у його міжнародній кар'єрі.
В результаті Нідерландці пройшли кваліфікацію на чемпіонат світу 1974 року, їх перший фінальний етап чемпіонатів світу за 36 років Хоча кваліфікувати Нідерланди на турнір зумів тренер Франтішек Фадрхонк, незадовго до початку змагань його замінив Рінус Міхелс, перший тренер Нескенса в «Аяксі». Ним було винайдено «тотальний футбол», заснований на перестановці позицій під час матчів, який вдало працював у «Аяксі», тож цей досвід вирішили втілити і у збірній.

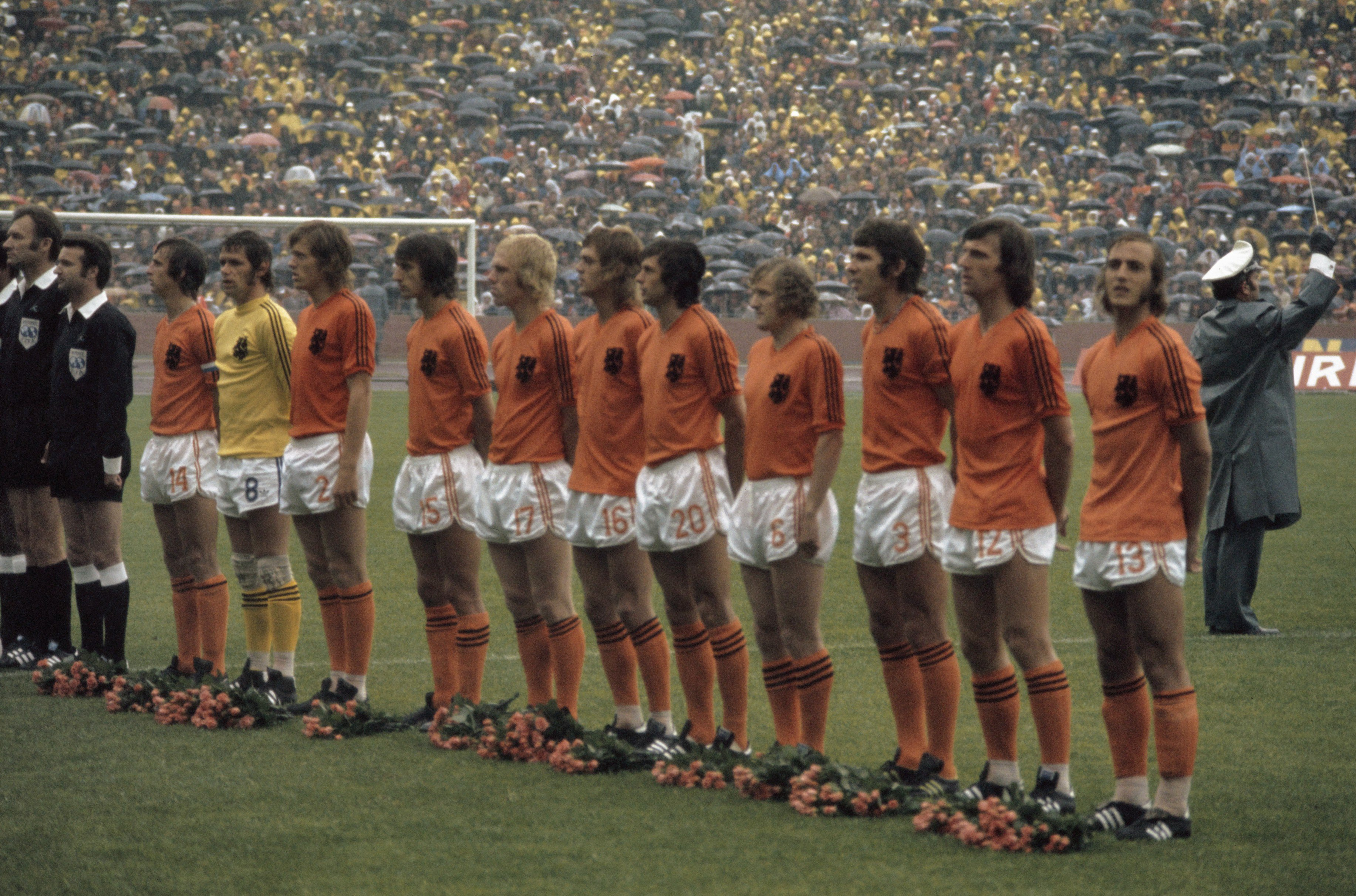
Нескенс (крайній праворуч) у збірній Нідерландів у 1974 році.

Під час чемпіонату світу 1974 року в Німеччині Нідерланди обіграли Уругвай (2:0), зіграли в суху нічию зі Швецією та розгромили Болгарію завдяки дублю Нескенса у першому груповому етапі. «Помаранчеві» продовжили свою приголомшливу гру і на другому груповому етапі, розгромивши Аргентину з рахунком 4:0, після чого обігравши Східну Німеччину і Бразилію з однаковим рахунком 2:0. Саме гол Нескенса проти бразильців, які були на той момент володарями титулу, став переможним і вивів Нідерланди до фіналу. Таким чином Нідерланди вперше у своїй історії досягнули такого результату, а Нескенс став одним із символів цієї революції в грі. У вирішальній грі єдиний гол у ворота своєї команди хавбек забив з пенальті на другій хвилині, перегравши Зеппа Маєра завдяки сильному удару по центру воріт. Це був найшвидший забитий гол і перший пенальті, реалізований у фіналах чемпіонату світу. Надалі німці відповіли своїм голом з пенальті, а наприкінці тайму вийшли вперед завдяки точному удару Герда Мюллера. У другому таймі Нескенс з партнерами не змогли змінити ситуацію і гра так і завершилась поразкою 1:2. Тим не менш Нескенс у 22 роки посів друге місце в рейтингу бомбардирів турніру із п'ятьма голами (включаючи 3 пенальті) і став головним є відкриттям турніру. Загалом у 1974 році він провів свій найкращий період у збірній, коли між 20 і 26 матчем він забив вісім голів у семи матчах, включаючи п'ять під час чемпіонату світу.

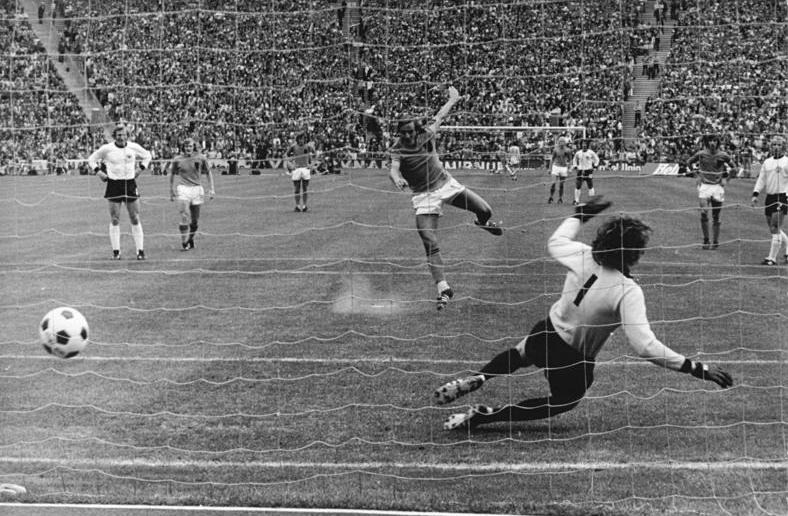
Нескенс відкриває рахунок у фіналі чемпіонату світу 1974 року проти ФРН.

Після чемпіонату світу команда грала у відбірковому етапі до чемпіонату Європи 1976 року. У складній групі збірна Нідерландів фінішувала першою, випередивши поляків за різницею м'ячів і маючи на одне очко більше, ніж італійці. У чвертьфіналі вони легко пройшли бельгійців (5:0, 1:2), незважаючи на те, що Нескенс не брав участі в матчах і вперше у своїй історії кваліфікувались на чемпіонат Європи, де тоді грали лише 4 команди. У півфіналі проти Чехословаччини Нескенс був вилучений з поля, а його команда у додатковий час програла 3:1. В результаті Йоган пропускав гру за 3-тє місце, де нідерландці виграли 3:2 у Югославії, теж у додатковий час, здобувши бронзові нагороди.
У 1976 році Нескенс також був викликаний у збірну Каталонії на матч проти СРСР. Ця зустріч є першим матчем міжнародно визнаної збірної з 1968 року (і до 1997 року). Каталонці завершили ту гру внічию 1:1 завдяки голу Нескенса.

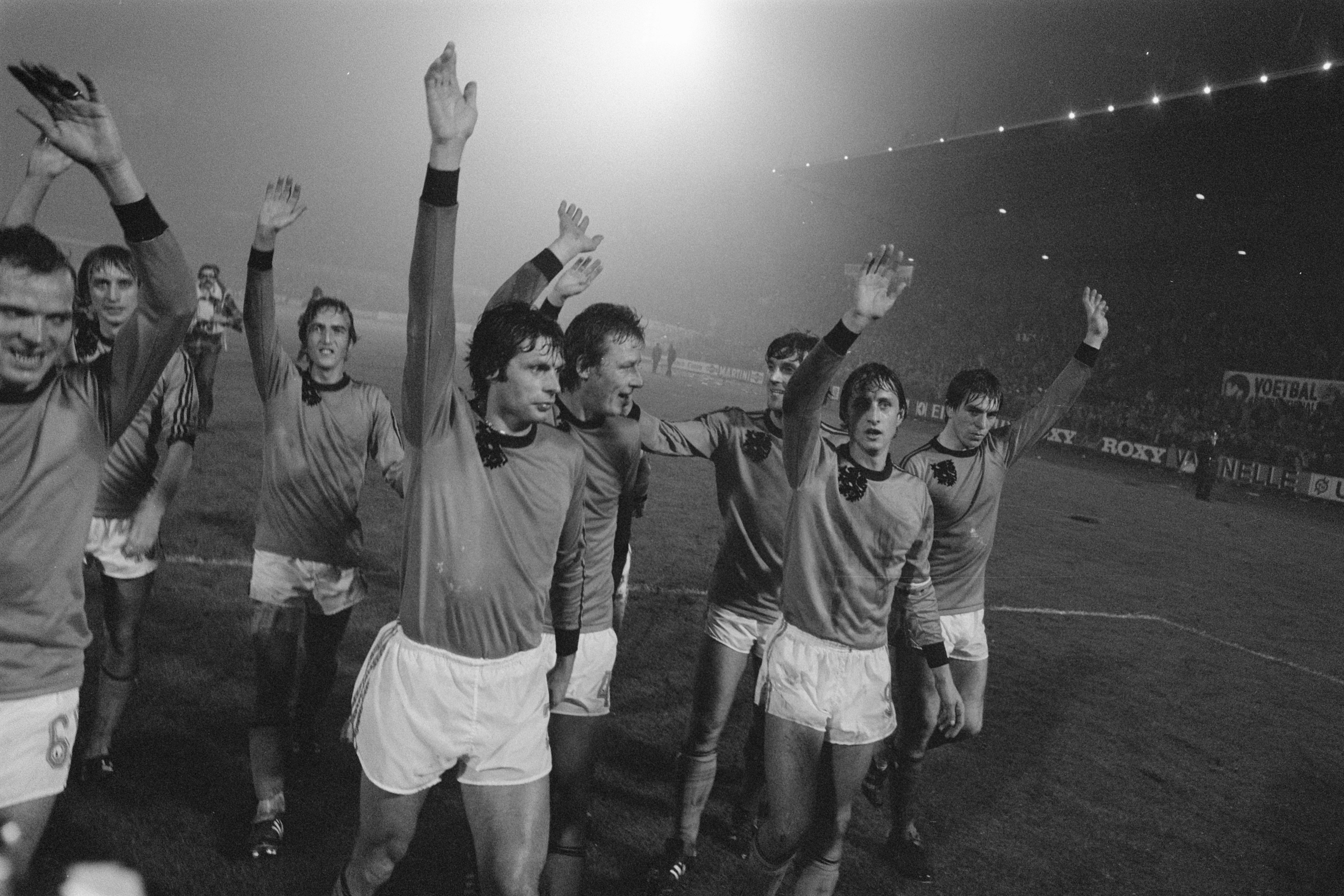
Нескенс (3-й ліворуч) у складі збірної святкує вихід на чемпіонат світу наприкінці 1977 року.

Далі підопічні Ернста Гаппеля легко пройшли кваліфікацію до чемпіонату світу 1978 року, вигравши п'ять із шести матчів. На відміну від попереднього «мундіалю» Нідерланди цього разу не так вдало грали на груповому етапі, вийшовши до другого раунду лише через кращу різницю м'ячів ніж у Шотландії, після перемоги над Іраном (3:0), нульової нічиї з Перу та поразки від Шотландії (2:3). На другому груповому етапі Нідерланди фінішували першими, перемігши Італію (2:1), Австрію (5:1) і зігравши внічию із ФРН (2:2), потрапивши до другого поспіль фіналу, де їх чекала країна-організатор. Втім і цього разу трофей здобути не вдалось — Йохан Нескенс та його товариші по команді програли Аргентини в овертаймі (1:3). Тим не менш за відсутності Кройфа Нескенс зарекомендував себе як лідер голландської машини.
Після турніру збірну очолив Ян Зварткрейс і Несскенс, який був менш успішним у «Барселоні» перед відходом у «Нью-Йорк Космос», став менше грати за збірну. Він брав участь лише у двох іграх наприкінці 1978 року, двох у 1979 році і не провів жодного матчу у 1980 році.
Наприкінці 1981 року Нескенс був викликаний для участі у двох матчах кваліфікації чемпіонату світу 1982 року. Матч проти Франції (0:2) став його останнім за збірну, а команда не змогла пробитись на турнір. Загалом за одинадцять років міжнародної кар'єри Нескенс провів 49 матчів за Нідерланди. Він взяв участь у дванадцяти матчах чемпіонату світу, що становить чверть усіх його ігор.
У 1982 році Нескенс був включений до збірної Європи, щоб зіграти проти збірної світу (3:2).

### Завершення кар'єри (1985—1991)
У січні 1985 року Нескенс повернувся на батьківщину і став гравцем «Гронінгена». У сезоні 1984/85 команда посіла п'яте місце, відставши лише на одне очко від єврозони.
У середині червня 1985 року Нескенс підписав контракт на три роки з клубом «Саут Флорида Сан». Проте нідерландець зіграв за клуб лише один матч чемпіонату USL до того, як ліга через фінансові проблеми припинила існування.
Після цього Нескенс залишився у США і приєднався до «Канзаз Сіті Кометс» для участі у Major Indoor Soccer League, чемпіонаті з індор-сокеру.
Надалі нідерландець грав у швейцарських клубах «Левенбрау» (1986-19) «Бар» (1987—1990) та «Цуг-94» і наприкінці 1991 року завершив свою футбольну кар'єру у віці 40 років.

### Тренерська кар'єра
Після завершенні ігрової кар'єри Нескенс залишився у клубі «Цуг», де став головним тренером. За підсумками сезону 1991/92 років нідерландець допоміг клубу зберегти прописку у другому дивізіоні, але «Цуг» не отримав ліцензію на наступний сезон і був понижений до 1 ліги. Там клуб з Нескенсом у сезоні 1992/93 фінішував тринадцятим і вилетів до четвертого дивізіону, після чого молодий тренер залишив свою посаду.
У 1995—1996 роках він був тренером нижчолігового німецького клубу «Зінген», після чого став помічником головного тренера збірної Нідерландів. Спочатку він разом з Гусом Гіддінком брав участь у чемпіонаті світу 1998 року, а потім з Франком Райкардом працював на домашньому Євро-2000.
У 2000 році Йоган очолив «Нейменген», який вивів до Кубку УЄФА 2003/04 років, який став першим єврокубковим сезоном для клубу за останні 20 років. Втім Нескенс був звільнений через відсутність результатів у грудні 2004 року, коли команда була на 14 місці у чемпіонаті.

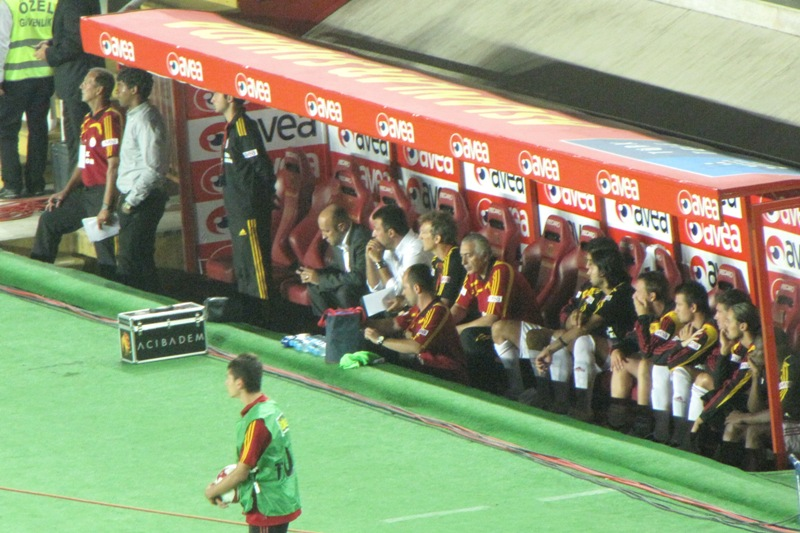
Нескенс (крайній ліворуч) на тренерській лаві «Галатасарая». 2009 рік..

У липні 2005 року він знову відновив співпрацю із Гусом Гіддінком, асистентом якого він знову був протягом року у збірній Австралії, працюючи з нею на чемпіонату світу 2006 року. Після цього Нескенс вирішив приєднатися до тренерського штабу Франка Райкарда у «Барселоні», де працював з 2007 по 2008 рік, перш ніж покинути посаду одночасно зі своїм співвітчизником. Заради роботи в «Барселоні» Нескенс відхилив пропозицію Гіддінка попрацювати в штабі збірної Росії.
У 2008—2009 роках Нескенс був головним тренером другої збірної Нідерландів, а потім з 1 липня 2009 року по 20 жовтня 2010 року він був помічником Райкарда у «Галатасараї».
У червні 2011 року Нескенс очолив південноафриканську команду «Мамелоді Сандаунз». Після четвертого місця в чемпіонаті та програного фіналу кубка в сезоні 2011/12, він покинув клуб у грудні 2012 через відсутність результатів.

### Смерть
Йоган Нескенс помер 6 жовтня 2024 року у віці 73 років, коли він поїхав до Алжиру на запрошення KNVB для проекту WorldCoaches.

## Стиль гри

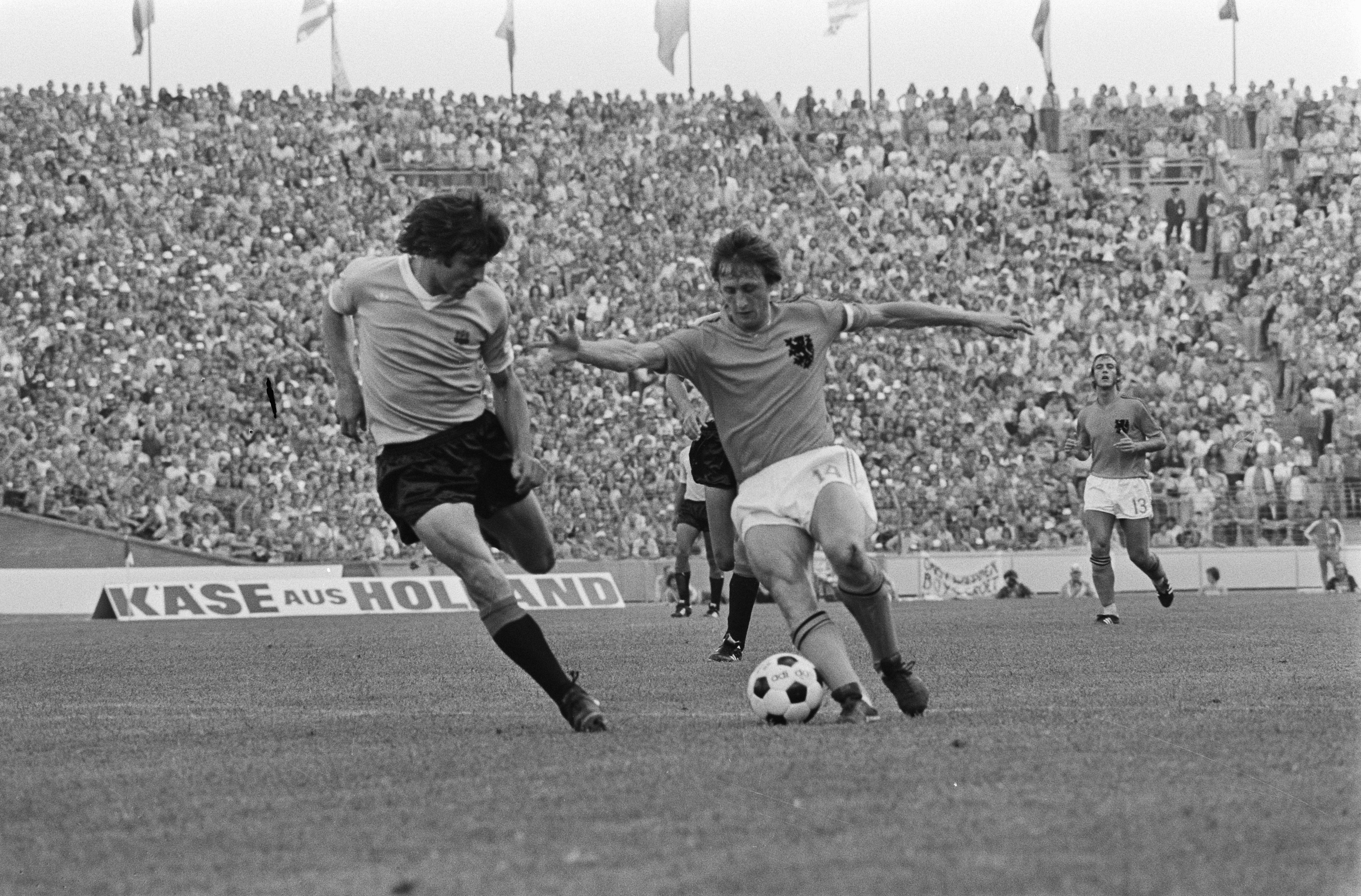
Йоган Кройф із м'ячем, праворуч на задньому фоні Нескенс, який виконує роль підтримки.

Йохан Нескенс починав грати як правий захисник, спочатку у РКГ, а потім і у «Аяксі», але згодом був переведений у центр поля.
На полі Нескенс зайняв позицію центрального півзахисника, ставши головною підтримкою «Летючого голландця», Йоган Кройфа на полі, ставши таким чином основою тотального футболу, створеного його тренером в «Аяксі», а потім у збірній Рінусом Міхелсом. У системі, заснованій на грі в атаці, що включає рух і перестановки, Нескенс був тіньовим гравцем, який при атаці суперника займався обороною, але при наступні своєї команди просував м'яч або пробивав по воротах. Через це його вважають прообразом сучасних опорних півзахисників завдяки своїй бойовитості та незліченній кількості перехоплених м'ячів за матч. Він був здатний зірвати атаку суперника своїм пресингом та перехопленнями, але був не менш ефективний в атаці, де часто відзначається точність його передач і відчуття воріт.
Незважаючи на низький зріст (174 см), він був відомим бійцем і чинив великий тиск на суперника, щоб відновити володіння м'ячем, а потім швидко налагодити гру. За свідченнями сучасників, він був вартий двох гравців у центрі поля, створюючи з Кройфом якісний та симбіотичний дует.
У нього був сильний удар, хороший контроль м'яча і загальна техніка. Він був плідним фінішером, що дало йому важливу роль у фазі атаки.

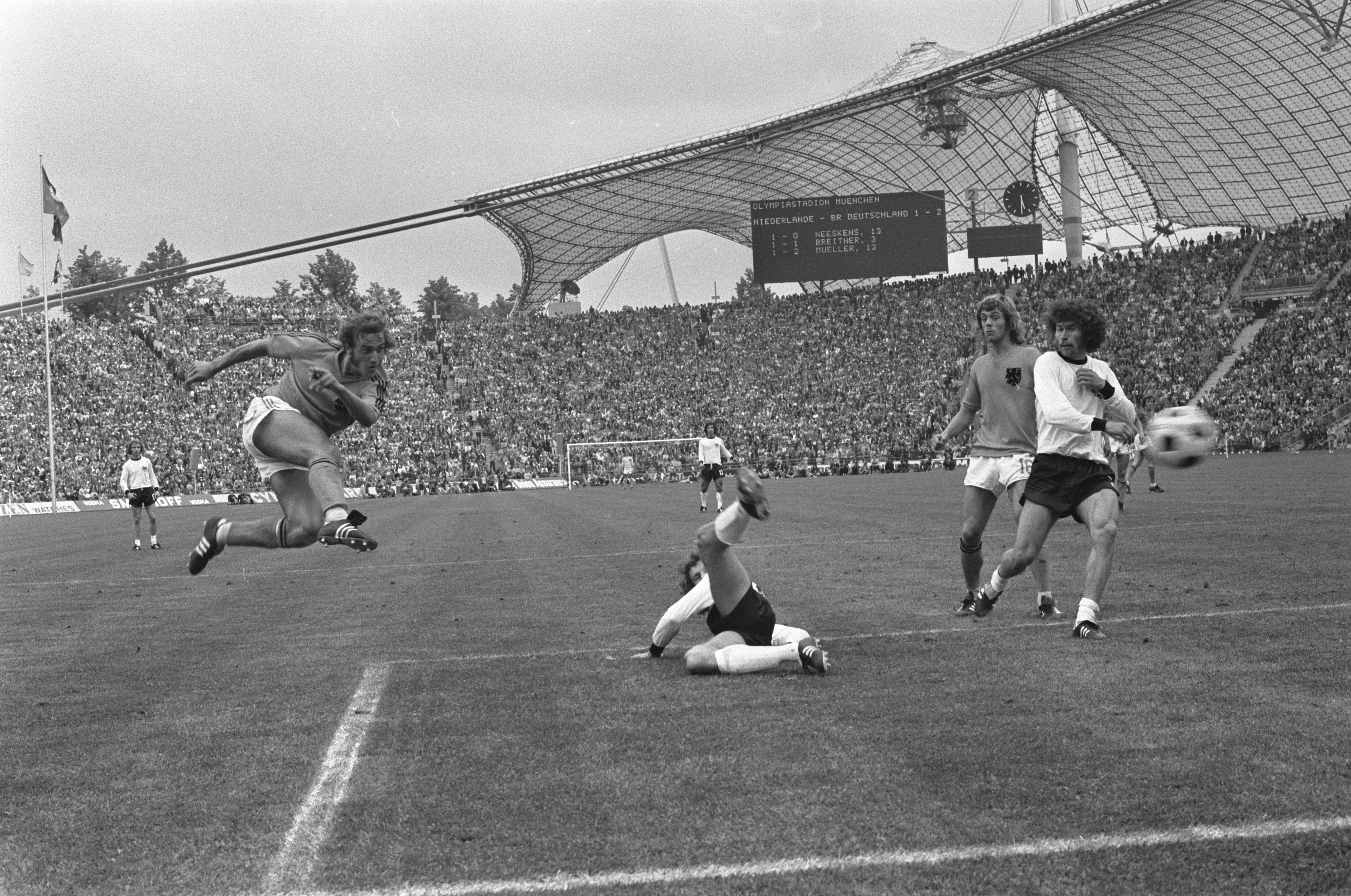
Нескенс (ліворуч) в акробатичній ударній позиції у фіналі чемпіонату світу 1974 року.

Під час чемпіонату світу 1974 року, коли Міхелс тренував збірну, Нескенс у 22 роки через поєднання сили та елегантності не мав собі рівних. Довірена йому доволі захисна роль у півзахисті не завадила йому посісти друге місце в рейтингу бомбардирів, яскраво продемонструвавши і його атакувальні якості. Таким чином Йоган ознаменував появу нового типу півзахисника, здатного робити все на полі: забити зблизька чи здалеку, віддати останній пас, повернути м'яч, перекрити плеймейкера суперника або навіть організувати та забезпечити плавність гри.
Також Нескенс мав репутацію спеціаліста з пенальті. Маючи потужний і точний удар, його пенальті було надзвичайно важко взяти воротарям суперника.
Його образ із довгим прямим волоссям і бакенбардами став культовим у поп-культурі 1970-х років. Він носив футболку з номером 8.
Ставши тренером, колишній півзахисник продовжував вирізнятися енергією. Яким би не був результат матчу, Нескенс завжди залишав усі свої сили в грі і залишав поле в поту.

## Особисте життя

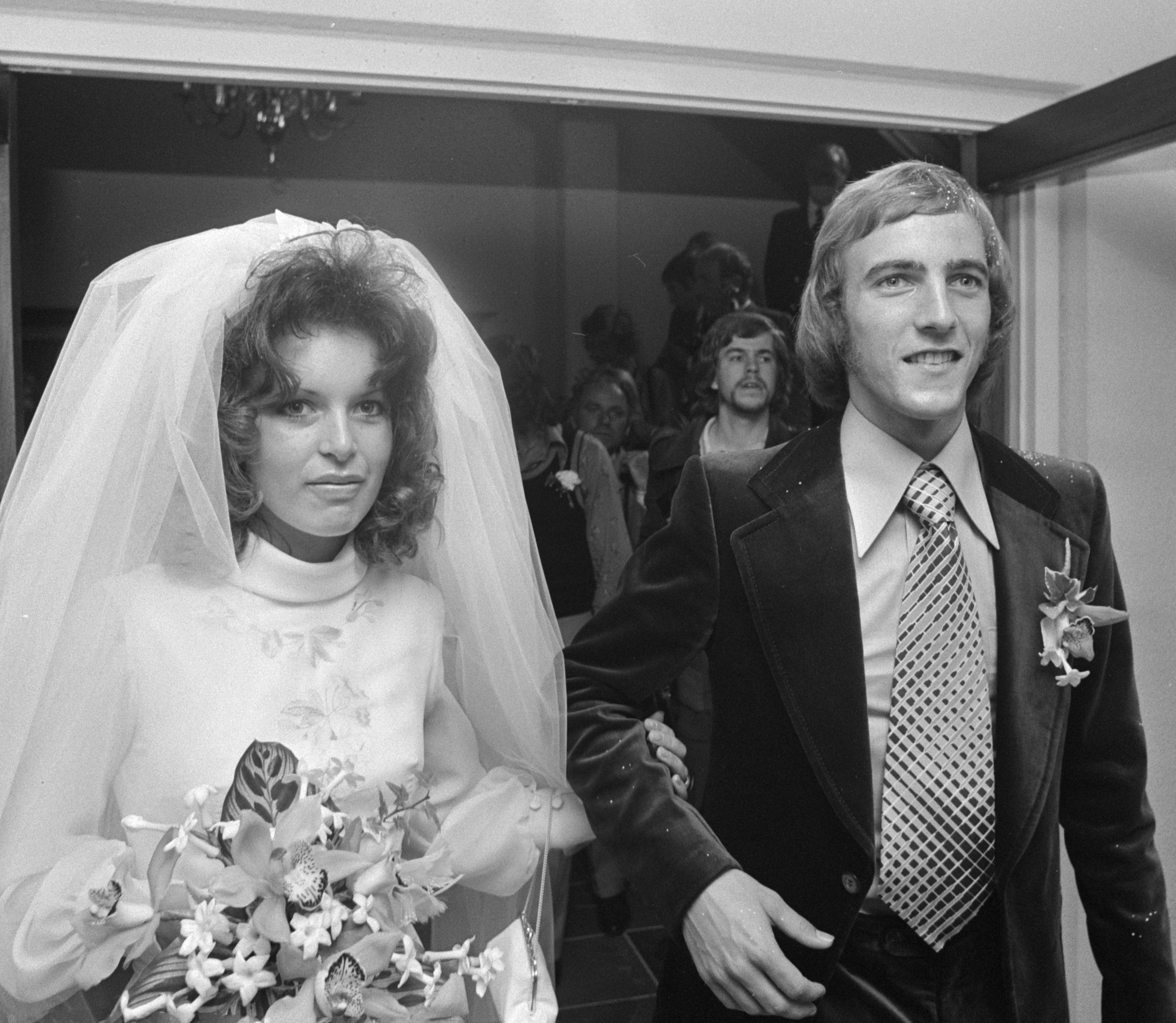
Йоган Нескенс і його дружина Маріанна Схіпхоф у 1974 році.

Нескенс був одружений двічі: у 1974 році з Маріанною Схіпхоф, з якою у нього був син, і з уродженкою Швейцарії Марліс фон Редінг у 1985 році, від якої він мав двох доньок і сина. Його донька Б'янка Нескенс одружилась із нідерландським футболістом Рікі ван Волфсвінкелем.
Футболіст Неескенс Кебано зобов'язаний своїм першим ім'ям Йогану Нескенсу, оскільки батько був великим шанувальником колишнього голландського гравця.

## Титули і досягнення
- Чемпіон Нідерландів (2):

«Аякс»: 1971/72, 1972/73
- Володар Кубка Нідерландів з футболу (2):

«Аякс»: 1970/71, 1971/72
- Володар Кубка європейських чемпіонів (3):

«Аякс»: 1970/71, 1971/72, 1972/73
- Володар Суперкубка Європи (2):

«Аякс»: 1972, 1973
- Володар Міжконтинентального кубка (1):

«Аякс»: 1972
- Володар Кубка Іспанії з футболу (1):

«Барселона»: 1977/78
- Володар Кубка Кубків УЄФА (1):

«Барселона»: 1978/79
- Віце-чемпіон світу: 1974, 1978